# LEGONIC TRAP
LEGONIC TRAP(レゴニックトラップ)(通称：レゴトラ)は、大阪府金光大阪高等学校出身の同級生4人で結成されたロックバンド。
2001年に現メンバーで結成後、地元大阪、神戸でライブ活動を行い2003年にアルバム『GENERATION BOX』でデビューした。
2004年にはセカンドアルバム『SOULMATE』を発売して大阪バナナホールにてワンマンライブを成功させた。
2005年からは活動を世界に広げ、7月には台湾で行われた野外イベント野台開唱へ氣志團、KEMURIなどと出演した。
2006年4月には台湾メジャーアーティスト(五月天など)が一堂に集結した野外イベント台客搖滾へ出演し、4万人の観客の前でライブを行い、一躍、台湾音楽シーンで有名になる。
8月には野台開唱へ2度目の出演、10月には花蓮にて行われたWild Scream 2006へメインアクトとしても出演している。
台湾でもCDは発売されており、台湾の有名パンクバンド濁水溪公社のトリビュートへの参加やコラボレーションで一躍有名となり、台湾の若者が選ぶ人気ロックバンドに選ばれている。
2008年より活動休止中。
事実上の解散となっている。

## メンバー
- 里見淳（vo）
- 天上博規（ba）
- 萩原新司（dr）
- 増田昇平（gu）

## 来歴
- 2001年 同じ高校の同級生だったJUN、HIROKI、SHINJI、SHOHEIでバンドを結成
- 2002年 オリジナル曲だけのバンドLEGONIC TRAPとしてライブ活動を始める。
- 2002年 大阪バナナホールでの自主企画後にレコード会社と契約
- 2003年 1stアルバム「GENERATION BOX」発売
- 2004年 2ndアルバム「SOULMATE」発売
- 2005年 台湾にて1stアルバム、2ndアルバムを発売
- 2006年 3rdアルバムのレコーディング
- 2008年 無期限活動休止を発表

## 代表曲
タカラモノの日々
2003年5月29日発売の1stアルバムに収録。台湾でもチャートを賑わした。
Straight Story
2004年7月16日発売の2ndアルバムに収録。映画「イルカの唄」の主題歌。
枯れ木に咲く花
2004年7月16日発売の2ndアルバムに収録。
距離を越えて、君を幸せに。
2005年3月13日発売の1stシングル昇る朝陽のカップリング曲。映画「僕たちの日々」の主題歌。
斜陽
2005年5月13日発売の3rdシングルの表題曲。

## ディスコグラフィー

### シングル
- 2005年 03月13日 昇る朝陽～胸懐～
- 2005年 04月13日 春風～本懐～
- 2005年 05月13日 斜陽～述懐～
- 2006年 06月20日 揺るぎない愛をここに綴る・・・

### アルバム
- 2003年 05月29日 GENERATION BOX
- 2004年 07月16日 SOULMATE

### その他
- 2004年 COMPILATION ALBUM 『MUSIC WALK』 V.A

タカラモノの日々、Straight Story